# Huévar del Aljarafe
Huévar del Aljarafe is een gemeente in de Spaanse provincie Sevilla in de regio Andalusië met een oppervlakte van 58 km². In 2007 telde Huévar del Aljarafe 2533 inwoners.

## Geboren
- Alejandro Pozo (22 oktober 1999), voetballer